# Kanadas damlandslag i ishockey
Kanadas damlandslag i ishockey (engelska: Canada women's national ice hockey team, franska: Équipe du Canada de hockey sur glace féminin) representerar Kanada i ishockey på damsidan. Kanada deltog i april 1987 vid en internationell turnering på hemmaplan och spelade då sina första damlandskamper. Kanada är tillsammans med USA världens framgångsrikaste landslag och de enda två landslagen som vunnit medalj i samtliga världsmästerskap och olympiska turneringar, och var också de enda två landslagen som gått till final, utom i OS 2006 där USA förlorade mot Sverige i semifinalen, före 2019 då Kanada missade VM-finalen efter att ha förlorat mot Finland i semifinalen. Kanada vann dock VM-brons efter storseger mot Ryssland med hela 7–0 i matchen om tredjepris. Kanada var också, före USA:s förlust mot Sverige i OS-semifinalen 2006, det enda landslaget som vunnit mot USA i en global turnering.

## Profiler
- Dana Antal
- Jennifer Botterill
- Cassie Campbell
- Danielle Goyette
- Jayna Hefford
- Angela James
- Caroline Ouellette
- Cherie Piper
- Cheryl Pounder
- Sami Jo Small
- Kim St-Pierre
- Vicky Sunohara
- Sarah Vaillancourt
- Hayley Wickenheiser